# Adam Wylie
Adam Wylie, nome completo Adam Augustus Wylie (San Dimas, 23 maggio 1984), è un attore e doppiatore statunitense.

## Biografia
Figlio di Karen Wylie insieme ai fratelli Eric, Ben, Aaron e alla sorella Tai, Adam ha iniziato la sua carriera da attore all'età di 4 anni. Dall'età di 9 anni è stato impegnato anche nell'attività di doppiaggio: ha preso parte a molte produzioni, dando la voce a molti personaggi di varie serie animate.
Diventato in un primo tempo assai noto per il personaggio interpretato nella serie televisiva La famiglia Brock dal 1992 al 1996 (era il più giovane dei tre figli dello sceriffo Brock), è apparso successivamente in molti altri programmi televisivi e telefilm tra cui Ed (2001) e Una mamma per amica (2001-2002), oltre a svariate partecipazioni come Guest star in Quell'uragano di papà (1991), Crescere, che fatica! (1996), La signora in giallo (1996), I viaggiatori (1997), Settimo cielo (1998), Il tocco di un angelo (1998), Walker Texas Ranger (1999), Giudice Amy (2002), Malcolm (2004), Veronica Mars (2004), Detective Monk (2005) e Entourage (2006).
Ha partecipato inoltre alla realizzazione di molti film per la televisione quali Un poliziotto alle elementari (1990), La bambola assassina 2 (1990), Una mummia per amico (1997) e Children of the Corn V - Gli adoratori del male (1998).
È anche un apprezzato interprete di musical: nel 2002 lavora nel primo revival di Broadway del musical Into the Woods di Stephen Sondheim e nel 2007 è Boq in Wicked a Chicago.

## Riconoscimenti
Nel corso della sua variegata attività come attore Wylie ha conseguito importanti e prestigiosi riconoscimenti che ne attestano il valore: ha vinto 4 Young Artist Awards (di cui tre nel 1994 e uno nel 1997) e uno YoungStar Award nel 1997, oltre ad aver ricevuto 9 candidature per le medesime categorie.

## Filmografia parziale
- Il cane di papà (Empty Nest), episodio "Everything But Love" (1990)
- La bambola assassina 2 (Child's Play 2) (1990)
- Un poliziotto alle elementari (Kindergarten Cop) (1990)
- Casalingo Superpiù (Who's the Boss?), episodio "Tony and the Princess" (1991)
- Un medico, un uomo (The Doctor) (1991)
- Quell'uragano di papà (Home Improvement), episodio "Wild Kingdom" (1991)
- Seinfeld, episodio "The Parking Garage" (1991)
- Un raggio di luna per Dorothy Jane (The Torkelsons), episodio "Say Uncle" (1992)
- In casa con il nemico (Stepfather III) (1992)
- Ma capita tutto a me? (Out on a Limb) (1992)
- La famiglia Brock (Picket Fences) (1992 - 1996)
- Robin Hood junior (Reckless Kelly) (1993)
- Le avventure di Brisco County Jr. (The Adventures of Brisco County Jr.), episodio "Pirates!" (1993)
- Con gli occhi dell'amore (Breaking Free) (A Leap of Faith) (1995)
- The Crew (Cabin Pressure), episodio "Bar Mitzvah Boy" (1995)
- Goosebumps: Escape from Horrorland (1996)
- Crescere, che fatica! (Boy Meets World), episodio "New Friends and Old" (1996)
- Weird Science, episodio "Grumpy Old Genie" (1996)
- La signora in giallo (Murder, She Wrote), episodio "Un'eredità pericolosa" ("Southern Double-Cross") (1996)
- Forza Babbo Natale (Santa with Muscles) (1996)
- Sitting in Limbo (1997)
- Crayola Kids Adventures: The Trojan Horse (1997)
- Crayola Kids Adventures: Tales of Gulliver's Travels (1997)
- Crayola Kids Adventures: 20,000 Leagues Under the Sea (1997)
- I viaggiatori (Sliders), episodio "Scherzi assassini" (Murder Most Foul) (1997)
- Living Single (My Girls), episodio "The Clown That Roared" (1997)
- High Incident, episodio "Knock, Knock" (1997)
- Una mummia per amico (Under Wraps), regia di Greg Beeman – film TV (1997)
- Sandman (1998)
- Il tocco di un angelo (Touched by an Angel), episodio "?" ("Doodlebugs") (1998)
- Pensacola: squadra speciale Top Gun (Pensacola: Wings of Gold), episodio "We Are Not Alone" (1998)
- Kelly Kelly, episodio "Junior Firefighters" (1998)
- Children of the Corn V - Gli adoratori del male (Children of the Corn V: Fields of Terror) (1998)
- Settimo cielo (7th Heaven), episodio "Una ragione di vita" ("...And a Nice Chianti") (1998)
- Pirates: 3D Show (Pirates 4D) (1999)
- La misteriosa storia dei palloncini magici (Balloon Farm) (1999)
- Mamma, io vengo da un altro pianeta? (Can of Worms), regia di Paul Schneider – film TV (1999)
- Di padre in figlio (Michael Landon, the Father I Knew) (A Father's Son) (1999)
- Chicken Soup for the Soul, episodio "Blind Date with Belinda" (1999)
- Walker Texas Ranger (Walker, Texas Ranger), episodio "Cogli l'attimo" ("Rise to the Occasion") (1999)
- Movie Stars, episodio "The Seduction of Reese Hardin" (2000)
- Lost in the Pershing Point Hotel (2000)
- Cutaway (2000)
- Daybreak - Scosse mortali (Daybreak) (2000)
- Undressed, episodi vari (2000)
- Kate Brasher, episodio "Simon" (2001)
- Road to justice - Il giustiziere (18 Wheels of Justice), episodio "A Place Called Defiance" (2001)
- Spin City, episodio "A Shot in the Dark: Part 1" (2001)
- The Huntress, episodio "The Quest: Part 2" (2001)
- Dead Last, episodio "Death Is in the Air" (2001)
- Ed (2001), episodi: "Prom Night"; "The Stars Align"
- Swarm - Minaccia dalla giungla (Flying Virus) (Killer Buzz) (2001)
- Una mamma per amica (Gilmore Girls) (2001), episodio "Rischi d'amore" ("Run Away, Little Boy")
- The Biggest Fan (2002)
- Giudice Amy (Judging Amy), episodio "The Cook of the Money Pot" (2002)
- Due gemelle e un maggiordomo (So Little Time), episodio "Riley's New Guy" (2002)
- The Division, episodio "A Priori" (2002)
- Una mamma per amica (Gilmore Girls) (2002), episodi: "Poteva essere tutto diverso" ("It Should've Been Lorelai"); "Nuove decisioni" ("Back in the Saddle Again")
- Una mamma per amica (Gilmore Girls) (2003), episodi: "La busta grande" ("The Big One"); "Alla ricerca del padre" ("Here Comes the Son"); "Soddisfazioni" ("Those Are Strings, Pinocchio")
- Tales of a Fly on the Wall (2004)
- NCIS (Navy NCIS: Naval Criminal Investigative Service), episodio "Verità nascoste" (The Truth Is Out There) (2004)
- Malcolm (Malcolm in the Middle), episodio "La Seconda Famiglia Di Victor" (Victor's Other Family) (2004)
- Roomies (Wild Roomies) (2004)
- Veronica Mars, episodio "Un nuovo ragazzo" ("The Wrath of Con") (2004)
- Detective Monk (Monk), episodio "Il signor Monk e la falsa pista" (Mr. Monk and the Red Herring) (2005)
- Joan of Arcadia, episodio "Il processo simulato" ("Trial and Error") (2005)
- American Pie - Band Camp (American Pie Presents Band Camp) (2005)
- Zoey 101, episodio "Per un posto al sole" ("Girls Will Be Boys") (2006)
- Entourage, episodio "One Day in the Valley" (2006)
- Finley the Fire Engine (2006)
- Species IV - Il risveglio (2007)
- Booth Girls (2008)
- Return to Sleepaway Camp (2008)
- Street Dreams (2008)
- Castle – serie TV, episodio 7x12 (2015)

## Doppiatori italiani
Nelle versioni in italiano delle opere in cui ha recitato, Adam Wylie è stato doppiato da:
- Davide Perino in Mamma, io vengo da un altro pianeta?, CSI: Miami
- Gabriele Lopez in Malcolm
- Simone Crisari in Una mamma per amica
- Stefano Crescentini in NCIS - Unità anticrimine
- Stefano Miceli in Perception
- Paolo Vivio in Castle

Da doppiatore è stato sostituito da:
- Stefano De Filippis in Legion of Super Heroes